# Schabestar (Verwaltungsbezirk)
Schabestar (persisch شهرستان شبستر) ist ein Schahrestan in der Provinz Ost-Aserbaidschan im Iran. Er enthält die Stadt Schabestar, welche die Hauptstadt des Verwaltungsbezirks ist.

## Kreise
Der Verwaltungsbezirk gliedert sich in folgende Kreise:
- Zentral (بخش مرکزی)
- Sufian (بخش صوفیان)
- Tasudsch (بخش تسوج)

## Demografie
Bei der Volkszählung 2016 betrug die Einwohnerzahl des Schahrestan 135.421. Die Alphabetisierung lag bei 83 Prozent der Bevölkerung. Knapp 52 Prozent der Bevölkerung lebten in urbanen Regionen.
| Zensusjahr | Einwohnerzahl |
| ---------- | ------------- |
| 2011       | 124.499       |
| 2016       | 135.421       |